# Bernd Meier
Bernd Meier (ur. 11 lutego 1972 roku w Rain, zm. 2 sierpnia 2012 w Burgheim), niemiecki piłkarz, zawodnik Borussii Dortmund.

## Życiorys

### Kariera
Zaczynał karierę w młodzieżowym klubie TSV Burgheim, lecz jego pierwszym profesjonalnym klubem był TSV Rain. skąd w 1991 roku trafił do TSV Aindling. Po dwuletnim pobycie w tym klubie 21 letni Bernd przeszedł do TSV 1860 Monachium. Występował w tym klubie przez 6 lat, podczas których wygrywał rywalizację m.in. z Rainardem Bergiem. W 1999 roku trafił do Borussii Mönchengladbach, gdzie występował przez kolejne 2 lata. W 2002 przeniósł się do LR Ahlen, w którym to klubie spędził najlepsze lata swojej kariery, będąc uznawany za jednego z najlepszych bramkarzy 2 Bundesligi tamtego okresu. W 2005 roku trafił do Borussii Dortmund, jednak już po pierwszych treningach doznał poważnego urazu, w wyniku którego musiał pauzować przez prawie cały sezon. Po odbyciu rehabilitacji na jednym z meczów amatorów drużyny z Dortmundu po raz kolejny doznał ciężkiej kontuzji, w wyniku której stracił ponad 6 miesięcy gry. 

### Śmierć
Zmarł 2 sierpnia 2012 na zawał serca po przyjęciu do szpitala w związku ciężkim zatruciem pokarmowym.

## Kluby
- TSV Burgheim,
- TSV Rain (-1991),
- TSV Aindling (1991–1993),
- TSV 1860 Monachium (1993–1999),
- Borussia Monchengladbach (1999–2002),
- LR Ahlen (2002–2005),
- Borussia Dortmund (2005–2007)